# Teissièras de Grinhac
Teissièras (en francès Teissières-lès-Bouliès) és un municipi francès situat al departament de Cantal i a la regió d'Alvèrnia-Roine-Alps. L'any 2007 tenia 305 habitants.

## Demografia

### Població
El 2007 la població de fet de Teissières-lès-Bouliès era de 305 persones. Hi havia 122 famílies de les quals 24 eren unipersonals (8 homes vivint sols i 16 dones vivint soles), 49 parelles sense fills, 41 parelles amb fills i 8 famílies monoparentals amb fills.
La població ha evolucionat segons el següent gràfic:
Habitants censats

### Habitatges
El 2007 hi havia 157 habitatges, 121 eren l'habitatge principal de la família, 29 eren segones residències i 6 estaven desocupats. 151 eren cases i 5 eren apartaments. Dels 121 habitatges principals, 112 estaven ocupats pels seus propietaris, 7 estaven llogats i ocupats pels llogaters i 2 estaven cedits a títol gratuït; 8 tenien dues cambres, 15 en tenien tres, 26 en tenien quatre i 72 en tenien cinc o més. 77 habitatges disposaven pel capbaix d'una plaça de pàrquing. A 46 habitatges hi havia un automòbil i a 64 n'hi havia dos o més.

### Piràmide de població
La piràmide de població per edats i sexe el 2009 era:
| Homes | Edats   | Dones |
| ----- | ------- | ----- |
| 0     | 95 o +  | 0     |
| 0     | 90 a 94 | 4     |
| 0     | 85 a 89 | 0     |
| 4     | 80 a 84 | 0     |
| 12    | 75 a 79 | 8     |
| 12    | 70 a 74 | 12    |
| 12    | 65 a 69 | 20    |
| 4     | 60 a 64 | 8     |
| 0     | 55 a 59 | 4     |
| 4     | 50 a 54 | 0     |
| 12    | 45 a 49 | 4     |
| 8     | 40 a 44 | 12    |
| 16    | 35 a 39 | 8     |
| 8     | 30 a 34 | 12    |
| 0     | 25 a 29 | 8     |
| 12    | 20 a 24 | 8     |
| 16    | 15 a 19 | 8     |
| 0     | 10 a 14 | 16    |
| 4     | 5 a 9   | 4     |
| 0     | 0 a 4   | 8     |

## Economia
El 2007 la població en edat de treballar era de 189 persones, 136 eren actives i 53 eren inactives. De les 136 persones actives 131 estaven ocupades (77 homes i 54 dones) i 5 estaven aturades (1 home i 4 dones). De les 53 persones inactives 13 estaven jubilades, 19 estaven estudiant i 21 estaven classificades com a «altres inactius».

### Ingressos
El 2009 a Teissières-lès-Bouliès hi havia 131 unitats fiscals que integraven 330 persones, la mediana anual d'ingressos fiscals per persona era de 15.709,5 €.

### Activitats econòmiques
Dels 7 establiments que hi havia el 2007, 1 era d'una empresa alimentària, 1 d'una empresa de fabricació d'altres productes industrials, 2 d'empreses de construcció, 1 d'una empresa de comerç i reparació d'automòbils, 1 d'una empresa de serveis i 1 d'una empresa classificada com a «altres activitats de serveis».
Dels 2 establiments de servei als particulars que hi havia el 2009, 1 era un guixaire pintor i 1 electricista.
L'any 2000 a Teissières-lès-Bouliès hi havia 30 explotacions agrícoles que ocupaven un total de 850 hectàrees.

## Equipaments sanitaris i escolars
El 2009 hi havia una escola elemental integrada dins d'un grup escolar amb les comunes properes formant una escola dispersa.

## Poblacions més properes
El següent diagrama mostra les poblacions més properes.